# Isabella D’Adda
Isabella D’Adda (* ? - wohl in Mailand; † 25. März 1658 in Arona) war eine lombardische Adlige.
Isabella wird von Zeitgenossen als außergewöhnlich schöne Frau geschildert. Am 1. November 1603 heiratete sie den Grafen Carlo Barbiano di Belgioioso. Nach dessen Tod heiratete sie am 8. Februar 1612 den Grafen Carlo III. Borromeo. 1613 kam der Sohn Renato zur Welt, 1615 folgte Giberto, 1620 Vitaliano. 
1632 begann ihr Mann, einen Palast auf einer der Borromäischen Inseln im Lago Maggiore zu errichten, die er ihr zu Ehren in Isola Isabella umbenannte, was sich im Laufe der Jahre zur heutigen Isola Bella verschliff. Isabella D’Adda starb 1658 auf dem gräflichen Stammsitz Arona.
| Personendaten    | Personendaten       |
| ---------------- | ------------------- |
| NAME             | D’Adda, Isabella    |
| KURZBESCHREIBUNG | lombardische Adlige |
| GEBURTSDATUM     | 16. Jahrhundert     |
| STERBEDATUM      | 25. März 1658       |
| STERBEORT        | Arona               |